# USS Wasp (1807)
Pour les autres navires du même nom, voir USS Wasp.
L’USS Wasp est un sloop construit pour l'US Navy en 1806 par le Washington Navy Yard. Il participe activement à la quasi-guerre, à la guerre de Tripoli et à la guerre anglo-américaine de 1812, durant laquelle il est capturé par la Royal Navy.

## Histoire
Le Wasp reste à Portland jusqu'en mai 1809.
Dans les dernières semaines de 1810, il opérait vers le port de Charleston, en Caroline du Sud, et Savannah, en Géorgie, en patrouillant dans les eaux le long de la côte atlantique sud. En 1811, il navigue en Virginie et rejoint l'escadron commandé par le commodore Stephen Decatur.
Le Wasp, sous le commandement du Commandant Jacob Jones, a navigué le long de la côte après que les États-Unis sont entrés en guerre avec la Grande-Bretagne en juin 1812. Le 13 octobre 1812, il navigue dans la rivière Delaware, et, deux jours plus tard, a rencontré une forte tempête qui a arraché son bras pendulaire. Le lendemain soir, le Wasp a rencontré un escadron de navires. Il est finalement rattrapé par le convoi ennemi le lendemain matin et est capturé. Renommé Loup Cervier, il entre alors en service dans la Royal Navy.